# 岸田篤生
岸田 篤生（きしだ あつき、1995年〈平成7年〉10月28日 - ）は、日本のプロバスケットボール選手。鳥取県出身。ポジションはポイントガード。B.LEAGUE・佐賀バルーナーズ所属。

## 来歴
鳥取県立鳥取東高等学校から大阪体育大学に進学し、平成29年度関西学生バスケットボール選手権大会で優秀選手賞を受賞。2018年にB.LEAGUEの京都ハンナリーズと契約し、プロキャリアをスタートさせる。翌2019年からは西宮ストークスでプレーした。2021年より佐賀バルーナーズに所属している。